# Jane Morris

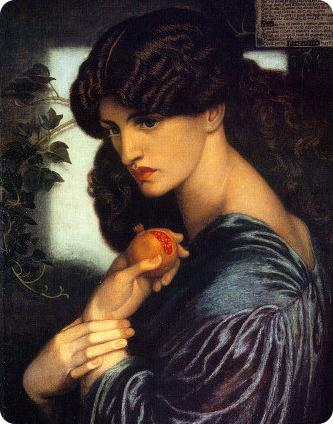
Jane Morris ritratta come Proserpina da Dante Gabriel Rossetti

Jane Morris, nata Jane Burden (Oxford, 19 ottobre 1839 – Bath, 26 gennaio 1914), è stata una modella britannica che ha incarnato l'ideale di bellezza dei preraffaelliti. Fu la musa di William Morris (che sposò nel 1859) e di Dante Gabriel Rossetti.

## Biografia
Nacque ad Oxford, figlia di uno stalliere. Poco si sa della sua infanzia, eccetto che fu povera.
Nell'ottobre 1857, quando stava assistendo ad uno spettacolo teatrale con la sorella Elisabeth, fu notata dall'artista Dante Gabriel Rossetti, che - colpito dalla sua bellezza - la convinse a posare come sua modella. Posò poi per William Morris (la prima volta per La Belle Iseult), ed i due si fidanzarono. Dopo il fidanzamento fu educata privatamente, e divenne un'accanita lettrice, anche in francese e più tardi in italiano, ed una pianista di buon livello. Si sposarono ad Oxford il 26 aprile 1859, ed ebbero due figlie: Jane (nata nel 1861) e Mary, detta May (nata nel 1862), futura editrice delle opere del padre. La famiglia visse a lungo a Kelmscott Manor, nel villaggio di Kelmscott, West Oxfordshire. Furono tanto legati a questa residenza che Morris chiamò Kelmscott House anche la residenza londinese, dove la famiglia si trasferì nel 1879 e dove l'artista morì nel 1896.
Negli anni fu sempre molto legata a Rossetti, che la ritrasse numerose volte.
Nel 1884 incontrò il poeta ed attivista Wilfrid Scawen Blunt, che divenne tre anni più tardi il suo amante. I due rimasero in ottimi rapporti di amicizia anche dopo la fine della relazione, nel 1894.
La Morris morì nel 1914, quando si trovava a Bath.
Oltre che da Rossetti e dal marito, Jane Morris fu ritratta anche da Edward Burne-Jones e Evelyn De Morgan.